# Anomacme
Anomacme is een geslacht van weekdieren uit de klasse van de Gastropoda (slakken).

## Soort
- Anomacme smithi Strebel, 1905